# Sammamish
Sammamish is een Eastside voorstad van Seattle in King County, Washington, Verenigde Staten. Het werd toegevoegd in 1999.

## Demografie
Bij de volkstelling in 2000 werd het aantal inwoners vastgesteld op 34.104.  In 2006 is het aantal inwoners door het United States Census Bureau geschat op 35.164, een stijging van 1060 (3.1%).

## Geografie
Volgens het United States Census Bureau beslaat de plaats een oppervlakte van 47,4 km², waarvan 46,8 km² land en 0,6 km² water.

## Plaatsen in de nabije omgeving
De onderstaande figuur toont nabijgelegen plaatsen in een straal van 12 km rond Sammamish.